# بطولة الأمم الرئيسية 1938
بطولة الأمم الرئيسية 1938 (بالإيطالية: Home Championship 1938)‏ هو الموسم 51 من بطولة الأمم الرئيسية. كان عدد الأندية المشاركة فيه 4، وفاز فيه منتخب إسكتلندا الوطني لاتحاد الرغبي.